# Andrena macroceps
Andrena macroceps là một loài Hymenoptera trong họ Andrenidae. Loài này được Matsumura mô tả khoa học năm 1912.